# Hily
Hilyは、機械学習を利用して将来のパートナーと出会うためのオンラインデートアプリケーションである。「Hey, I Like You」の頭文字から名付けられたこのアプリは、ユーザーの経歴、興味、アプリ上での活動状況を分析することで、一致する人を推薦するようにプログラムされている。性別に関するアプリの登録オプションは、男性、女性、およびノンバイナリーに分かれている。
Hilyは2017年8月に最初にリリースされた。TechCrunchによると、2017年10月のクローズドベータ段階で、アプリのユーザー数は35,000人だった。更にSnapchatとの提携を通じてユーザーを獲得した。2019年8月、アプリのユーザー数は500万人に達したと報告された。

## 参照資料
1. ↑  Motley (2017年9月26日). “Dating app Hily uses machine learning to make better matches”. KnowTechie. 2019年3月13日閲覧。
2. 1 2  “Hily Review”. Dating Site Reviews (2019年8月3日). 2019年8月15日閲覧。
3. ↑  Kreig (2019年2月19日). “Thirst Trap: Swipe right on online dating”. The Daily of the University of Washington. 2019年3月13日閲覧。
4. ↑  “Hily Profile”. SensorTower. 2019年3月13日閲覧。
5. ↑  Butcher (2017年10月5日). “Hily dating app uses AI and identification to improve safety and potential matches”. Techcrunch. 2019年3月13日閲覧。
6. ↑  Daniel (2017年12月7日). “Could dating apps be key to Snapchat's happy ending?”. Verdict. 2019年3月13日閲覧。